# Euglenozous
Els euglenozous (Euglenozoa) són un gran grup de protists flagel·lats, format principalment per les espècies del gènere Euglena i els cinetoplàstids. Inclou diverses formes de vida lliure així com unes poques formes paràsits importants, algunes de les quals són paràsits d'humans. La majoria són petits, al voltant de 15-40 micres de mida, tot i que moltes espècie del gènere Euglena arriben a les 500 micres de llarg.

## Morfologia

Morfologia d'un euglenozou:
1. nucli, 2. cloroplast,
3. grànuls de reserva,
4. vacúol contràctil,
5. cinetosomes,
6. ampolla apical,
7. flagel curt,
8. sensor de llum,
9. taca ocular (estigma),
10-flagel principal.

La majoria dels euglenozous posseeixen dos flagels, usualment un orientat cap endavant i l'altre cap enrere, que s'insereixen paral·lels un a l'altre en una butxaca apical o subapical. En moltes formes hi ha un citostoma associat que utilitzen per ingerir bacteris o petits organismes. Està sostingut per un dels tres conjunts de microtúbuls que sorgeixen des de les bases flagel·lars, els altres dos sostenen les superfícies cel·lulars dorsal i ventral, i en els euglena sostenen bandes proteiques que formen la pel·lícula que es troba per sota de la membrana cel·lular. Aquests són característics del grup, juntament amb altres nombroses peculiaritats ultraestructurals, sent la més notable la presència d'una vareta paraxial a cada flagel. Basant-se en això, dos petits grups han estat classificats aquí: Diplonemea i Postgaardea.
La majoria d'aquests organismes s'alimenten ingerint organismes més petits, típicament bacteris, o per absorció. Algunes euglena, però, tenen cloroplasts i, per tant, generen energia mitjançant fotosíntesi. Aquests solen haver perdut el citostoma i normalment presenten altres adaptacions a una vida autotròfica, tals com taques oculars sensibles a la llum. Els cloroplasts estan continguts en tres membranes i estan pigmentats de manera similar als de les plantes, suggerint que van ser adquirits a partir de la incorporació d'algun alga verda.
Tots els euglenozous tenen mitocondris amb crestes discoides, que en els cinetoplàstids tenen característicament un grànul o cinetoplast que conté ADN, associat amb les bases flagel·lars. No s'han trobat exemples de reproducció sexual dins del grup. La reproducció és exclusivament mitjançant divisió cel·lular, característicament amb mitosi tancada, involucrant un fus intern.

## Classificació
El caràcter monofilètic dels euglenozous és generalment acceptat, i es creu que estan relacionats amb els percolozous (ja que tots dos comparteixen la característica de presentar mitocondris amb crestes discoide, la
 només és presentada per uns pocs grups) i altres flagel·lats excavats. La seva integració dins del
 excavats, ha estat qüestionada.